# Développement du cœur
Le développement cardiaque, également connu sous le nom de cardiogenèse, fait référence au développement prénatal du cœur. Cela commence par la formation de deux tubes endocardiques qui fusionnent pour former le cœur tubulaire, également appelé tube cardiaque primitif. Le cœur est le premier organe fonctionnel chez les embryons de vertébrés. Le cœur tubulaire se différencie rapidement en tronc artériel, bulbe cordis, ventricule primitif, oreillette primitive et sinus veineux. Le tronc artériel se divise en l'aorte ascendante et le tronc pulmonaire. Le bulbe cordis forme les ventricules. Le sinus veineux se connecte à la circulation fœtale. Le tube cardiaque s'allonge sur le côté droit, faisant une boucle et devenant le premier signe visuel d'asymétrie gauche-droite du corps. Des septa se forment dans les oreillettes et les ventricules pour séparer les côtés gauche et droit du cœur.

## Origine évolutive
L'apparition des premières cellules contractiles est possiblement originaire d'un organisme endosymbiotique, il y a 1 à 1,9 milliard d'années. Ces cellules ont alors migré et se sont liées les unes aux autres par la formation de jonction cellulaire. Les premières ébauches de cœurs apparaissent chez les bilatériens à partir du mésoblaste. La première forme de cœur pulsatile aurait été retrouvée chez le genre Kimberella, il y a 600 millions d'années.

## Amphibiens
À partir de l'étape de neurulation, les cellules angiogéniques du mésoderme commencent à former deux fronts de migration de cellule du mésoderme latéral. Les cellules angioblastique se rassemblent alors dans une cavité formant le tube endocardique, les deux fronts de migration se rejoignent alors aux tubes endocardiques pour former le mésocarde ventral qui disparaitra prochainement. Le tube endocardique s'enfonce alors dans le feuillet viscéral qui le soutient et qui va alors se refermer sur lui formant l'épimyocarde. Le cœlome qui entoure alors le cœur se nomme cavité péricardiale.
L'épimyocarde situé autour de l'endocarde donnera le myocarde qui donnera les cellules musculaires cardiaques et les cellules nécessaires à la conduction. Les cellules situées autour du myocarde donneront l'épicarde qui donnera des cellules du tissu conjonctif. Le feuillet pariétal du mésoderme contient alors la cavité péricardiale donnant le mésentère péricarde.

## Mammifères

### Développement précoce

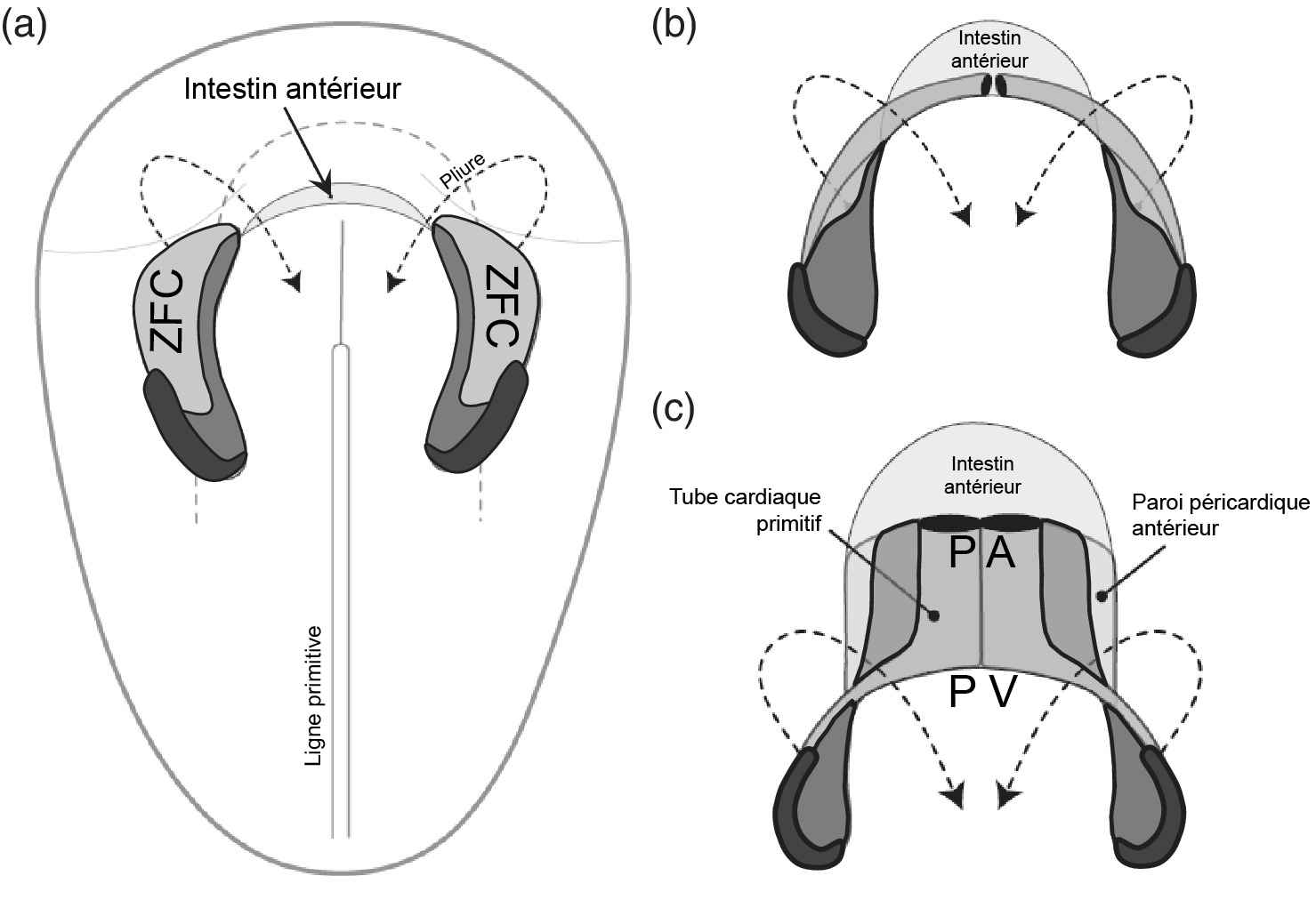
Figure 1 : Les étapes de (a) à (c) de la formation du tube endocardiaque linéaire à partir de la zone de formation du cœur (ZFC), vue du côté ventral. Dans le ZFC, le champ cardiaque primaire est indiqué en gris clair, le champ cardiaque secondaire en gris foncé et le champ cardiaque tertiaire en noir. PA fait référence au pôle artériel et PV au pôle veineux du tube endocardiaque primaire

Lors de la gastrulation, les cellules du feuillet embryonnaire mésodermiques vont migrer progressivement vers la partie avant et latérale de l'embryon (mésoderme des lames latérales), l'éloignement de ces cellules du site initial de la gastrulation va avoir pour effet la perte de la voie de signalisation Wnt qui bloque la différenciation du mésendoderme. Ces cellules se différencient alors en cardiomyocyte grâce aux facteurs de croissance BMP sécrétés par les feuillets de l'endoderme et de l'ectoderme situé en périphérie. Les cardiomyocytes quitte la ligne primitive prenant place de chaque côté de celles-ci (Figure 1A), elles s'étendent alors en arc de cercle formant le croissant cardiaque donnant le champ cardiaque primaire (Figure 1B, Figure 2A)Celui-ci s'est formé à partir de myoblastes cardiaques et d'îlots sanguins en tant que précurseurs des cellules sanguines et des vaisseaux. La zone de développement est contrôlée par l'expression d'inhibiteur du facteur de croissance BMP pour la zone frontalière à la plaque neurale et par l'expression du Facteur de croissance des fibroblastes (FGF) pour la zone frontalière à l'endoderme, à ce stade un développement rapide du cœur est observé ainsi qu'une contraction spontanée des cardiomyocytes.

#### Tubes endocardiques

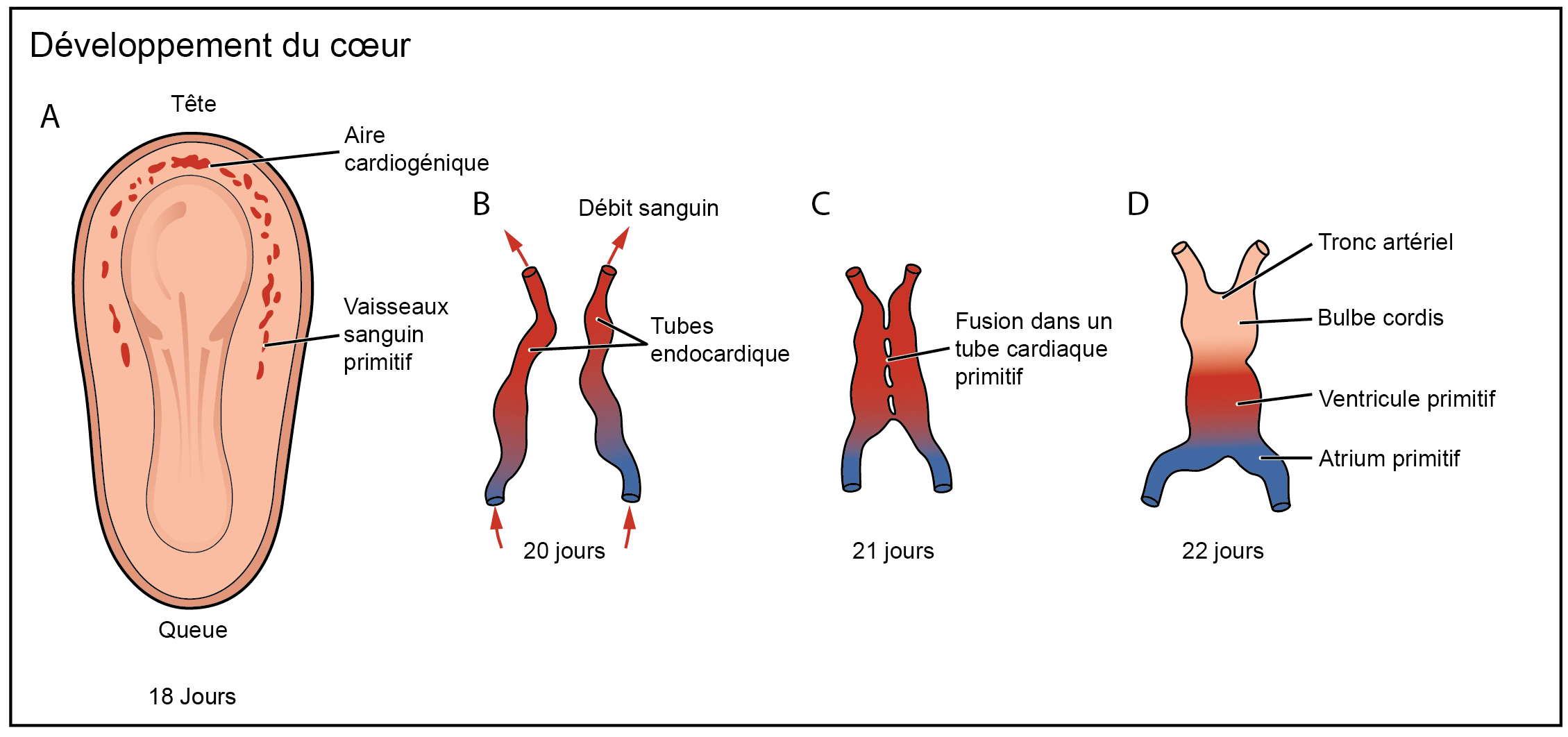
Figure 2 : Formation du tube endocardiaques

À partir du champ cardiaque primaire, la région cardiogénique se développe. Au cours du processus du soulèvement de l'embryon la partie crâniale du croissant cardiaque se déplace de façon ventrale et caudale et se déplace du côté ventral de l'endoderme. Dans cette zone, deux amas de cellules angiogéniques distincts se forment de chaque côté. Pendant ce développement, un sous-ensemble de cellules épithéliales transitionne sous la forme de cellule mésenchymateuse formant un ensemble de cellules endocardiques situées entre le mésoderme et l’endoderme, ces cellules vont former de petits canaux fusionnant progressivement en de plus grands canaux au cours du développement utilisant la mort cellulaire programmée,. Cette fusion commence à partir de la partie antérieure et progresse au fur et à mesure que le tube intestinal progresse. Lorsque les bras du croissant cardiaque fusionnent, une lumière se développe en leur sein. À la suite de la signalisation cellulaire, deux brins ou cordons commencent à se former dans la région cardiogénique, donnant les tubes endocardiques situés de chaque côté de l'embryon (Figure 2B). Au début du repliement embryonnaire, les deux tubes endocardiques sont poussés dans la cavité thoracique, où ils commencent à fusionner, jusqu'à environ 22 jours pour l'embryon humain (Figure 2C).
Les deux tubes migrent ensemble et fusionnent pour former un seul tube cardiaque primitif qui forme rapidement cinq régions distinctes. De la tête à la queue, ce sont le tronc artériel, le bulbe cordis, le ventricule primitif, l'oreillette primitive et le sinus veineux (Figure 2D). Initialement, tout le sang veineux s'écoule dans le sinus veineux et les contractions propulsent le sang de la queue à la tête, ou du sinus veineux au tronc artériel. Le tronc artériel se divisera pour former l'aorte et l'artère pulmonaire ; le bulbe cordis se développera dans le ventricule droit; le ventricule primitif formera le ventricule gauche ; l'oreillette primitive deviendra les parties avant des oreillettes gauche et droite et leurs appendices, et le sinus veineux se développera dans la partie postérieure de l'oreillette droite, le nœud sino-auriculaire et le sinus coronaire.

#### Position du tube cardiaque
La partie centrale de la zone cardiogénique se situe devant la membrane oropharyngée et la plaque neurale. La croissance du cerveau et des plis céphaliques pousse la membrane oropharyngée vers l'avant, tandis que le cœur et la cavité péricardique se déplacent d'abord vers la région cervicale puis vers la poitrine. La partie incurvée de la zone en forme de fer à cheval se dilate pour former le futur infundibulum ventriculaire et les régions ventriculaires, à mesure que le tube cardiaque continue de se dilater. Le tube commence à recevoir un drainage veineux dans son pôle caudal et pompera le sang hors du premier arc aortique et dans l'aorte dorsale à travers sa tête polaire. Initialement, le tube reste attaché à la partie dorsale de la cavité péricardique par un pli tissulaire mésodermique appelé mésoderme dorsal. Ce mésoderme disparaît pour former les deux sinus péricardiques, les sinus péricardiques transversaux et obliques, qui relient les deux côtés de la cavité péricardique.
Le myocarde s'épaissit et sécrète une épaisse couche de matrice extracellulaire riche contenant de l'acide hyaluronique qui sépare l'endothélium. Les cellules mésothéliales forment alors le péricarde et migrent pour former la majeure partie de l'épicarde. Ensuite, le tube cardiaque est formé par l'endocarde, qui est la paroi endothéliale interne du cœur, et la paroi du muscle myocardique qui est l'épicarde qui recouvre l'extérieur du tube.

### Pliage du cœur
Le tube cardiaque continue de s'étirer et au vingt-troisième jour, dans un processus appelé morphogenèse, la boucle cardiaque commence. La partie céphalique se courbe dans le sens frontal des aiguilles d'une montre. La partie auriculaire commence à se déplacer dans le sens céphalique puis se déplace vers la gauche à partir de sa position d'origine. Cette forme incurvée se rapproche du cœur et termine sa croissance au vingt-huitième jour. Le conduit forme les jonctions auriculaires et ventriculaires qui relient l'oreillette commune et le ventricule commun dans l'embryon précoce. Le bulbe artériel forme la partie trabéculaire du ventricule droit. Un cône formera le sang de l'infundibula des deux ventricules. Le tronc artériel et les racines formeront la partie proximale de l'aorte et l'artère pulmonaire. La jonction entre le ventricule et le bulbe artériel sera appelée trou intra-ventriculaire primaire. Le tube est divisé en régions cardiaques le long de son axe craniocaudal : le ventricule primitif, appelé ventricule gauche primitif, et le bulbe artériel proximal trabéculaire, appelé ventricule droit primitif. Cette fois, aucun septum n'est présent dans le cœur.

### Chambres cardiaques

#### Sinus veineux
Au milieu de la quatrième semaine, le sinus veineux reçoit du sang veineux des pôles des sinus droit et gauche. Chaque pôle reçoit le sang de trois veines principales : la veine vitelline, la veine ombilicale et la veine cardinale commune. L'ouverture du sinus se déplace dans le sens des aiguilles d'une montre. Ce mouvement est causé principalement par le shunt gauche-droit du sang, qui se produit dans le système veineux au cours de la quatrième et de la cinquième semaine de développement.
Lorsque la veine cardinale commune gauche disparaît à la dixième semaine, il ne reste que la veine oblique de l'oreillette gauche et le sinus coronaire. Le pôle droit rejoint l'oreillette droite pour former la partie de paroi de l'oreillette droite. Les valvules veineuses droite et gauche fusionnent et forment un pic connu sous le nom de septum spurium. Au début, ces valves sont grandes, mais avec le temps, la valve veineuse gauche et le septum spurium fusionnent avec le septum auriculaire en développement. La valve veineuse supérieure droite disparaît, tandis que la valve veineuse inférieure évolue vers la valve inférieure de la veine cave et la valve du sinus coronaire.

#### Parois du cœur
Les parois principales du cœur se forment entre le 27e et le 37e jour du développement de l'embryon précoce. La croissance consiste en deux masses de tissus en croissance active qui se rapprochent jusqu'à ce qu'elles fusionnent et divisent la lumière en deux conduits distincts. Des masses tissulaires appelées coussins endocardiques se développent dans les régions auriculo-ventriculaires et conotroncales. Dans ces endroits, les coussins aideront à la formation du septum auriculaire, des conduits ventriculaires, des valves auriculo-ventriculaires et des canaux aortiques et pulmonaires.

#### Oreillettes
À la fin de la quatrième semaine, une crête se développe qui quitte la partie céphalique. Cette crête est la première partie du septum primum. Les deux extrémités du septum s'étendent à l'intérieur des coussins endocardiques dans le canal auriculo-ventriculaire . L'ouverture entre le bord inférieur du septum primum et les coussins endocardiques est l'ostium primum (première ouverture). Les extensions des coussinets endocardiques supérieurs et inférieurs se développent le long du bord du septum primum et ferment l'ostium primum. La coalescence de ces perforations formera l'ostium secundum (deuxième ouverture), qui permet au sang de circuler librement de l'oreillette droite vers la gauche.
Lorsque la droite de l'oreillette se dilate en raison de l'incorporation du pôle du sinus, un nouveau pli apparaît, appelé le septum secundum. À son côté droit, il est fusionné avec la valve veineuse gauche et le septum spurium. Une ouverture libre apparaît alors, appelée le foramen ovale. Les restes du septum primum supérieur deviendront les valves du foramen ovale. Le passage entre les deux chambres auriculaires consiste en une longue fente oblique à travers laquelle le sang circule de l'oreillette droite vers la gauche.

#### Ventricules
Initialement, une seule veine pulmonaire se développe sous la forme d'un renflement dans la paroi arrière de l'oreillette gauche. Cette veine se connectera avec les veines des bourgeons pulmonaires en développement. Au fur et à mesure du développement, la veine pulmonaire et ses branches sont incorporées dans l'oreillette gauche et forment toutes deux la paroi lisse de l'oreillette. L'oreillette gauche embryonnaire reste l'appendice auriculaire gauche trabéculaire et l'oreillette droite embryonnaire reste l'appendice auriculaire droit.

#### Formation de septum du canal auriculo-ventriculaire
A la fin de la quatrième semaine, deux coussins endocardiques auriculo-ventriculaires apparaissent. Initialement, le canal auriculo-ventriculaire donne accès au ventricule gauche primitif et est séparé du bulbe artériel par le bord du bulbe ventriculaire. À la cinquième semaine, l'extrémité postérieure se termine dans la partie centrale du coussin endocardique supérieur. De ce fait, le sang peut accéder à la fois au ventricule primitif gauche et au ventricule primitif droit. Lorsque les coussinets antérieur et postérieur se projettent vers l'intérieur, ils fusionnent pour former un orifice auriculo-ventriculaire droit et gauche.

#### Valves auriculo-ventriculaires
Lors de la formation de septa intra-auriculaires, les valves auriculo-ventriculaires commenceront à se développer. Un septum interventriculaire musculaire commence à se développer du ventricule commun aux coussins endocardiques auriculo-ventriculaires. La division commence dans le ventricule commun où un sillon dans la surface externe du cœur apparaîtra et le foramen interventriculaire finira par disparaître. Cette fermeture est obtenue par une croissance supplémentaire du septum interventriculaire musculaire, une contribution du tissu conique de la crête du tronc et un composant membraneux.

### Vannes et conduits d'écoulement

#### Formation du septum du tronc et cône artériel
Le cône artériel est fermé par les coussins infundibulaires. Les cônes du tronc sont fermés par la formation d'un septum infundibulotroncal, qui est constitué d'une partie proximale droite et d'une partie distale en spirale. Ensuite, la partie la plus étroite de l'aorte se trouve dans la partie gauche et dorsale. La partie distale de l'aorte est poussée vers la droite. L'artère pulmonaire proximale est droite et ventrale, et la partie distale de l'artère pulmonaire se trouve dans la partie dorsale gauche.

### Stimulateur cardiaque et système de conduction
Les ondes de dépolarisation électrique rythmique qui déclenchent la contraction du myocarde sont myogéniques, ce qui signifie qu'elles commencent spontanément dans le muscle cardiaque et sont ensuite responsables de la transmission des signaux de cellule à cellule. Les myocytes qui ont été obtenus dans le tube cardiaque primitif commencent à battre lorsqu'ils se connectent par leurs parois dans un syncytium. Les myocytes initient une activité électrique rythmique, avant la fusion des tubes endocardiques. Le rythme cardiaque commence dans la région du pacemaker cardiaque qui a un temps de dépolarisation spontanée plus rapide que le reste du myocarde.
Le ventricule primitif agit comme un stimulateur cardiaque initial. Mais cette activité de stimulateur cardiaque est en réalité réalisée par un groupe de cellules qui dérivent du sinus veineux droit sino-auriculaire. Ces cellules forment un nœud sino-auriculaire ovoïde (NAS), sur la valve veineuse gauche. Après le développement du NAS, les coussins endocardiques supérieurs commencent à former un stimulateur cardiaque également connu sous le nom de nœud auriculo-ventriculaire. Avec le développement du NAS, une bande de cellules conductrices spécialisées commence à se former créant le faisceau de His qui envoie une branche au ventricule droit et une au ventricule gauche. La plupart des voies de conduction proviennent du mésoderme cardiogénique, mais le nœud sinusal peut être dérivé de la crête neurale.
Le cœur embryonnaire humain affiche une activité cardiaque environ 21 jours après la fécondation, soit cinq semaines après la dernière période menstruelle normale, qui est la date normalement utilisée pour dater la grossesse dans la communauté médicale. Les dépolarisations électriques qui déclenchent la contraction des myocytes cardiaques surviennent spontanément dans le myocyte lui-même. Le rythme cardiaque est initié dans les régions du stimulateur cardiaque et se propage au reste du cœur par une voie de conduction. Les cellules du stimulateur cardiaque se développent dans l'oreillette primitive et le sinus veineux pour former respectivement le nœud sino-auriculaire et le nœud auriculo-ventriculaire. Les cellules conductrices développent le faisceau de His et transportent la dépolarisation dans le bas du cœur. L'activité cardiaque est visible à partir d'environ 5 semaines de grossesse.
Le cœur humain commence à battre à un rythme proche de celui de la mère, environ 75 à 80 battements par minute. La fréquence cardiaque embryonnaire accélère ensuite de manière linéaire pendant le premier mois de battement, culminant à 165-185 battements par minute au début de la 7e semaine (début de la 9e semaine après la dernière période menstruelle normale). Cette accélération est d'environ 3,3 battements par minute par jour, soit environ 10 battements par minute tous les trois jours, soit une augmentation de 100 battements par minute le premier mois.
Après avoir culminé à environ 9,2 semaines après la dernière période menstruelle normale, il décélère à environ 150 battements par minute  (+/-25 BPM) au cours de la 15e semaine après la dernière période menstruelle normale. Après la 15e semaine, la décélération ralentit pour atteindre un taux moyen d'environ 145 (+/-25 BPM) battements par minute à terme.

## Imagerie

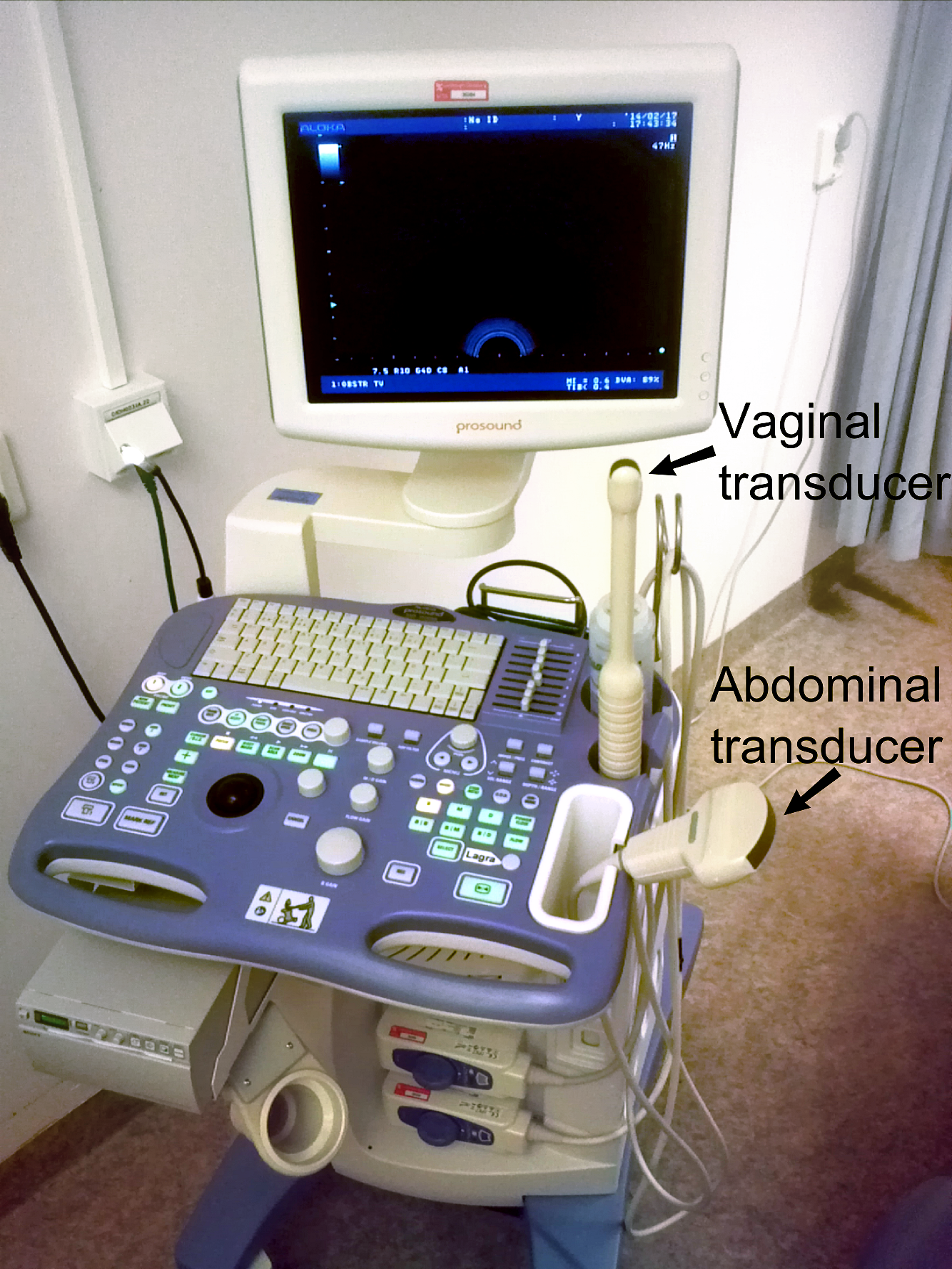
Appareil pour échographie obstétricale

Au cours du premier trimestre, l'activité cardiaque peut être visualisée et le mouvement cardiaque fœtal quantifié par échographie obstétricale. Une étude de 32 grossesses normales a montré que le mouvement du cœur fœtal était visible à un niveau moyen de gonadotrophine chorionique humaine (hCG) de 10 000 UI/L (plage de 8 650 à 12 200). L'échographie obstétricale peut également utiliser la technique Doppler sur des vaisseaux clés tels que l'artère ombilicale pour détecter un flux anormal.
Aux derniers stades de la grossesse, un simple moniteur fœtal Doppler peut être utilisé pour quantifier la fréquence cardiaque fœtale.
Un rythme cardiaque fœtal peut être détecté vers 17 à 20 semaines de gestation lorsque les cavités cardiaques sont suffisamment développées.
Pendant l'accouchement, le paramètre fait partie de la cardiotocographie, qui est l'endroit où le rythme cardiaque fœtal et les contractions utérines sont enregistrés en continu.

## Anomalie du développement
Les malformations cardiaques représentent 20% des malformations de l'ensemble des anomalies du développement, affectant 5 à 8 naissances vivantes sur 1 000. L'origine des malformations cardiaques reste pour une grande majorité des cas inconnus du fait du manque de connaissance des processus cellulaire à l'origine du développement cardiaque et à l'initiation du rythme cardiaque. 10% des malformations sont d'origine génétique imputable à la modification d'un gène ou à une anomalie chromosomique tels qu'une trisomie, monosomie ou de délétion, 5% résultent de l'exposition du fœtus à des agents tératogènes tels que le lithium, l'alcool, l'acide rétinoïque ainsi que des maladies maternelles tels que le diabète et la rubéole. Les autres malformations cardiaques semblent multifactorielles liant les influences extérieures de l'environnement et une composante génétique spécifique (épigénétique).